# Ондржей Коларж
Ондржей Коларж (чеськ. Ondřej Kolář, нар. 17 жовтня 1994, Ліберець) — чеський футболіст, воротар клубу «Славія».

## Клубна кар'єра
Народився 17 жовтня 1994 року в місті Ліберець. Вихованець футбольної школи клубу «Слован» з рідного міста. Не будучи основним гравцем, двічі (у 2013 та 2016—2017 роках) здавався в оренду в клуб другого дивізіону «Варнсдорф».
На початку 2018 року перейшов у столичну «Славію». Його трансфер в 1 мільйон євро зробив його найдорожчим підписанням голкіпера у історії чемпіонатів Чехії. Станом на 30 липня 2018 року відіграв за празьку команду 16 матчів в національному чемпіонаті.

## Виступи за збірні
2011 року дебютував у складі юнацької збірної Чехії, взяв участь у 8 іграх на юнацькому рівні, пропустивши 12 голів. Брав участь в чемпіонаті світу серед юніорів до 17 років 2011 року в Мексиці, де Чехія не зуміла вийти з групи, а Коларж жодного разу не виходив на поле.
2014 року залучався до складу молодіжної збірної Чехії. На молодіжному рівні зіграв у 4 офіційних матчах, пропустив 5 голів.

## Титули і досягнення
- Чемпіон Чехії (4):

«Славія»: 2018-19, 2019-20, 2020–21, 2024–25
- Володар Кубка Чехії (5):

«Слован» (Ліберець): 2014-15
«Славія» (Прага): 2017-18, 2018–19, 2020-21, 2022-23